# Грязный Гарри (фильм)
О ядерном испытании см. Upshot-Knothole Harry
«Грязный Гарри» (англ. Dirty Harry) — американский художественный фильм с Клинтом Иствудом в главной роли, поставленный режиссёром Доном Сигелом и выпущенный на экраны США в 1971 году. Он определил облик жанра на десятилетие вперёд и породил четыре сиквела.
В 2012 году картина была включена в Национальный реестр фильмов Соединённых Штатов Америки.

## Сюжет
Человек, называющий себя «Скорпионом», убивает девушку, купавшуюся на крыше дома в бассейне. Он оставляет после себя письмо угрожающего характера, в котором требует, чтобы ему заплатили 100 тысяч долларов, иначе он продолжит убивать людей. Найти маньяка поручается инспектору Каллахану по прозвищу «Грязный Гарри», который известен своими жёсткими, но эффективными методами работы.
Гарри получает нового напарника Чико Гонсалеса и они начинают разработку «Скорпиона». Следующее преступление маньяка — убийство 10-летнего мальчика-афроамериканца. Напарникам не удаётся его предотвратить. Анализируя очередное письмо «Скорпиона», полиция считает, что он убьёт священника. Вскоре маньяк присылает в полицию нижнее бельё и вырванный зуб своей очередной жертвы — 14-летней девочки Энн Мэри Дикон. Он требует, чтобы Каллахан сам принес ему выкуп $200 тыс. Преступник заставляет Гарри пробежать большое расстояние по городу, и доводит его до изнеможения. Чико благодаря «маячку» отслеживает перемещение коллеги. Во время передачи выкупа Скорпион заявляет, что не собирается сохранять жизнь девочке, после чего начинает избивать Гарри. Чико вмешивается и пытается остановить преступника, но оказывается ранен. Гарри успевает в ответ ударить ножом «Скорпиона», который скрывается без денег.
Подняв по тревоге все больницы, Каллахан находит лечебное учреждение, в которое обратился раненый, и в итоге берет его под стражу. Не обращая внимания на возражения, Гарри начинает пытать преступника, но оказывается, что девушка уже мертва. На суде выясняется, что улики были собраны против правил и к задержанному были применены меры принуждения, оценённые как полицейский произвол. «Скорпиона» выпускают на свободу. Гарри приходит в бешенство и начинает собственное расследование. Выйдя на свободу, «Скорпион» завладевает пистолетом и берет в заложники целый школьный автобус. Каллахан преследует автобус, догоняет и запрыгивает на крышу. «Скорпион» выходит из машины, удерживая одного из школьников. Каллахан останавливает маньяка выстрелом. В концовке полицейский выбрасывает свой жетон в реку и удаляется.

## В ролях
| Актёр          | Роль                                                    |
| -------------- | ------------------------------------------------------- |
| Клинт Иствуд   | «Грязный Гарри» Каллахан                                |
| Эндрю Робинсон | серийный убийца Скорпион                                |
| Гарри Гуардино | лейтенант Эл Бресслер                                   |
| Рени Сантони   | инспектор Чико Гонсалес                                 |
| Джон Вернон    | мэр Сан-Франциско                                       |
| Джон Ларч      | начальник полиции                                       |
| Джон Митчум    | Фрэнк Ди Джорджио                                       |
| Вудроу Парфри  | Яффе                                                    |
| Дебрали Скотт  | Энн Мэри Дикон (в титрах не указана; впервые на экране) |

## Производство
Клинт Иствуд категорически возражал против финала, в котором Гарри срывает с себя полицейский значок и бросает его в реку, по которой плывёт труп Скорпиона. Этот жест не придуман режиссёром, а скопирован из ленты «Ровно в полдень» 1952 года, хотя там он и имел совершенно другой смысл. Иствуд даже объявил трёхдневную забастовку, пытаясь убедить режиссёра, что Грязный Гарри не может так поступить, работа для него — всё.

## Оценки
«Что касается расизма, то я человек, доверяющий своим инстинктам. Да, цветные зрители были взбешены «Грязным Гарри». Меня обвиняли в расизме из-за того, что в начале фильма негры грабят банк, но разве в жизни негры никогда не грабят банков? Я же не становлюсь из-за этого расистом. Между прочим, мой фильм дал работу четверым неграм-каскадёрам, но на это не обратили внимания».
Главный герой получил множество гневных откликов от критиков и публики: полицейский открыто высказывал презрение к либералам, неграм и хиппи. Поэтому в сиквеле, вышедшем на экраны через полтора года, авторы представили зрителям совершенно другого Гарри: за недопустимые методы работы он был понижен в должности и переведён в другой отдел, а в развязке произносит пылкую речь, бичуя самоуправство и людей, считающих себя вправе убивать без суда и следствия.

### Последующее признание
- Американский институт киноискусства:
  - 100 самых остросюжетных американских фильмов за 100 лет по версии AFI (2001) — 41-е место
  - 100 лучших героев и злодеев по версии AFI (2003) — Гарри Каллахан занял 17-е место в списке героев
  - 100 известных цитат из американских фильмов за 100 лет по версии AFI — фраза «Ты должен задать себе один вопрос: „Повезёт ли мне?“ Ну что, повезёт, подонок?» заняла 51-е место
- Национальный реестр фильмов (2012)

## Исторический контекст
На сюжет повлияла история с реально существовавшим в США маньяком по кличке Зодиак (отсюда прозвище персонажа фильма — «Скорпион», один из зодиакальных знаков).  Есть версии о том, что популярность «Грязного Гарри» породила несколько преступлений, подобных тем, которые изображены в картине.
Успеху фильма способствовала обеспокоенность американского общества политической ситуацией в связи с войной во Вьетнаме и скандалом в Уотергейте. Потеря доверия общества к действующим законам и политической структуре привела к созданию целого ряда политических детективов («Разговор», «Три дня Кондора» и т. п.). Грязный Гарри вполне определённо обозначает своё отношение к действующим законам, называя их безумными. Несмотря на успех среди публики, критики негативно рецензировали картину за смакование жестокости и насилия, а используемые главным героем методы борьбы за торжество справедливости называли «фашистскими».

## Цитаты
Одна из самых известных и многократно цитируемых фраз фильма:

Я знаю, о чём ты сейчас думаешь. Выстрелил он шесть раз, или только пять? Честно говоря, в этой суматохе я и сам сбился со счёта. Но начнём с того, что это «Магнум» 44-го калибра, самый убойный револьвер на свете, и он может подчистую снести тебе башку. Теперь ты должен задать себе один вопрос: «Повезёт ли мне?». Ну, повезёт ли, подонок?
Оригинальный текст (англ.)
I know what you're thinking. Did he fire six shots or only five? Well, to tell you the truth, in all this excitement I kind of lost track myself. But being as this is a .44 Magnum, the most powerful handgun in the world, and would blow your head clean off, you've got to ask yourself one question: Do I feel lucky? Well, do ya, punk?

Эта фраза была процитирована Джимом Керри в фильме «Брюс всемогущий» — выбираясь из машины он достаёт Магнум, произносит «Это „Магнум“ 44-го калибра, самый убойный пистолет на свете» и, испугавшись, тут же его прячет. Началось это ещё в машине, на «пожелание» Брюса «Если это был Бог, тогда я — Клинт Иствуд!» он получает пулю в заднее стекло автомобиля, а затем слышит голос (человека, похожего на Грязного Гарри) из зеркала заднего вида — «будь осторожнее со своими желаниями, подонок». Интересно, что в фильме «Маска» Кэрри также имитирует Грязного Гарри — «А теперь задайте себе один вопрос: „Удачлив ли я?“ Ну… [в его руках оказывается много „пушек“], подонок?»
Ту же фразу в несколько изменённом виде произносит главный герой фильма «Заряженное оружие».
Подобным образом построенная фраза присутствует также в двух романах Терри Пратчетта: «Стража! Стража!» и «Держи марку!».
В фильме «Трансформеры» (2007) автобот Айронхайд в сцене знакомства с Сэмом Уитвики угрожающе выставляет свои пушки и произносит «You feeling lucky, punk?» (Думаешь тебе повезёт, шпана?), однако в русском варианте дубляжа фраза звучит как «Чувствуешь дрожь в коленках?», и цитирование Грязного Гарри упускается.
По результатам опроса на сайте myfilms.com цитата «Думаешь тебе повезёт, шпана?» (англ. «Do you feel lucky, punk?») заняла восьмое место в списке самых любимых реплик кинозрителей. В голосовании приняли участие более 2000 посетителей сайта.
В игре Borderlands 2 существует уникальный пистолет Unkempt Harold, описание которого («Did I fire six shots, or only five? Three? Seven, Whatever») является отсылкой к этой цитате[значимость факта?].